# Jobst Ludwig von Petersdorff

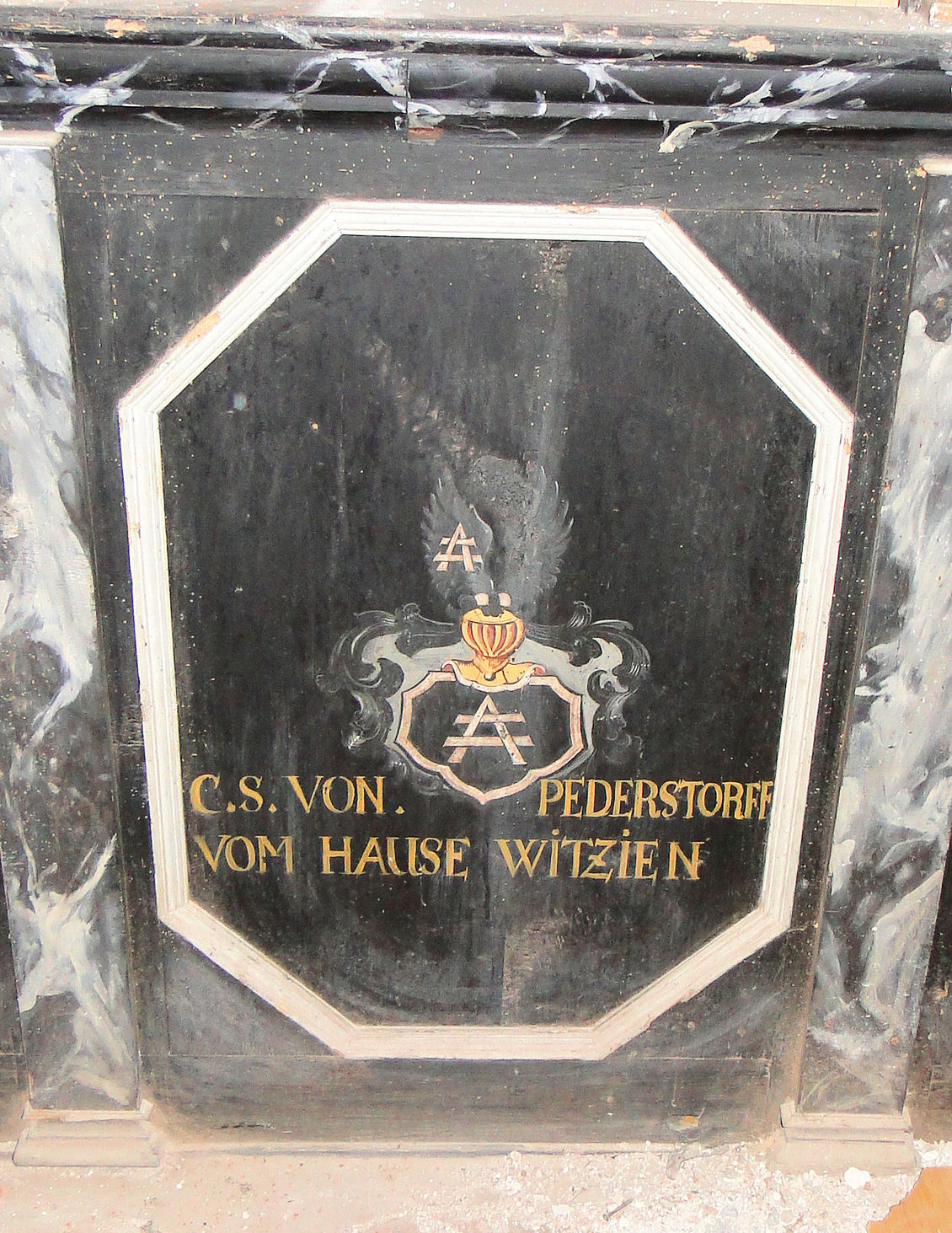
Wappen von Petersdorff an der Gebetsloge auf der Nonnenempore in der Dobbertiner Klosterkirche (2011)

Jobst Ludwig von Petersdorff (* 1708; † 11. Januar 1788 Güstrow) war polnischer Oberst in Warschau bei König August von Polen.

## Leben

### Herkunft
Jobst Ludwig war der zweite Sohn von Hans Detlev von Petersdorff, der 1707 Witzin an Herzog Friedrich Wilhelm verkaufte. Danach war er Pfandherr auf Schönberg und für seinen Bruder Levin Ludwig ab 1714 Pächter zu Gneven. Jobst Ludwigs Mutter war Catharina Maria, geborene von Bülow auf Woserin, Mustin und Klein Pritz.
Aus Jobst Ludwigs Jugendzeit ist nichts bekannt. Seine jüngere Schwester Catharina Sophie wurde am 6. Februar 1711 im Einschreibebuch des Klosters Dobbertin eingetragen und kam mit 36 Jahren als Konventualin in das adlige Damenstift. Ihr Bildwappen befindet sich an der südlichen Gebetsloge auf der Nonnenempore in der Klosterkirche.

### Militär
Jobst Ludwig von Petersdorff war 1728 in Diensten beim Herzog Ferdinand von Braunschweig-Wolfenbüttel. 1754 dort als Major entlassen, lebte er in Güstrow. Er war dem Herzog Friedrich der Fromme von Mecklenburg persönlich bekannt, sein Vasall und in Mecklenburg begütert. Doch schon 1758 war er in Warschau polnischer Oberst der Kavallerie und stand ab 1760 in Hofdiensten des polnischen Königs August der Sachse.
Die diplomatischen Beziehungen, welche die mecklenburgische Regierung mit fremden Höfen während des Siebenjährigen Krieges führte, hatte den Zweck, militärische Hilfe zu erlangen, um die preußischen Truppen aus dem Lande zu vertreiben. Dabei versprach sich der Herzog viel von der militärischen Hilfe Russlands. Doch dazu benötigte man mecklenburgische Gesandte, wie den Oberst Jobst Ludwig von Petersdorff.
Im Dezember 1760 erging an ihn die streng vertrauliche Aufforderung, er möge durch den Grafen von Brühl den General von Tottleben oder einen anderen russischen General veranlassen, sofort zu operieren, dass Mecklenburg von preußischen Truppen befreit werde. Die Russen sollten die Belagerung von Kolberg nicht aufgeben und die Preußen weiter angreifen, um so Mecklenburg zu schützen. Um den russischen Hof für sein kühnes Projekt zu gewinnen, sandte der Herzog Oberst von Petersdorff mit Erlaubnis seines Souverains als Attaché des polnischen Gesandten nach Sankt Petersburg. Dort sollte sich Oberst von Petersdorff die Erlaubnis erwirken, um im russischen Hauptquartier an Ort und Stelle dafür zu sorgen, dass die russischen Generäle die Befehle der Zarin wirklich in Vollzug setzen. Der Herzog hatte Oberst von Petersdorff mit genügend Geldmitteln versehen, um die üblichen Bestechungsgelder zahlen zu können. Er versprach demjenigen russischen Heerführer, der Mecklenburg von den Preußen befreien würde, eine Tonne Gold.
Petersdorff reiste nach Petersburg. Bereits im Dezember 1760 empfing ihn die Zarin Elisabeth. Ihre Kaiserliche Majestät haben die Gnade gehabt, mich dreimal ansprechen und sich jedes mal huldvoll nach meinem Namen zu erkundigen, berichtet er hochbeglückt. Mit den Verhandlungen ging es nur langsam voran. In einer Unterredung mit dem Großkanzler Woronzoff schilderte der Gesandte in polnischer Uniform die großen Vorteile für die gemeinsame Sache. Oberst von Petersdorff schlug vor: 8000 Russen sollten sich mit der schwedischen Armee und den 6000 Mann der mecklenburgischen Truppen vereinigen. Der Großkanzler erklärte sich mit dem Plan einverstanden, doch in Schwerin hatte man allerlei Bedenken. Ende September 1761 wurden dann die Verhandlungen unterbrochen, da Woronzoff gefährlich erkrankt war.
Da starb am 5. Januar 1762 überraschend die Zarin Elisabeth. Der neue Zar, ihr Neffe Peter III. mochte nur die Preußen und ließ den polnischen Kavallerieoffizier sofort des Landes verweisen. Petersdorff hatte ja keine offizielle Gesandtenfunktion vom als preußenfeindlich bekannten mecklenburgischen Fürsten. Doch für kurze Zeit hatte Oberst von Petersdorff an der Geschichte Mecklenburgs mitgewirkt.
Jobst Ludwig von Petersdorff starb unverheiratet am 11. Januar 1788 in Güstrow.

## Gedruckte Quellen
- Mecklenburgische Jahrbücher (MJB)